# Народно-революционная милиция (Гренада)
Народно-революционная милиция (англ. People's Revolutionary Militia) — ополчение гренадской марксистской партии Новое движение ДЖУЭЛ в период её пребывания у власти. Являлась мобилизационной структурой и действующим резервом Народно-революционной армии. Расформирована после американской интервенции 1983 года.

## Создание и целеполагание
В марте 1979 года в результате государственного переворота на Гренаде к власти пришла марксистская партия Новое движение ДЖУЭЛ во главе с Морисом Бишопом. Был установлен режим по типу «реального социализма», ориентированный на Кубу и Советский Союз. Среди первоочередных правительственных мероприятий стало ускоренное создание вооружённых сил.
Наряду с Народно-революционной армией (PRA), Народно-революционной полицией (PRP, создана на базе прежней полицейской службы) и Народно-революционной береговой охраной (PRCG), в структуру Народно-революционных вооружённых сил (PRAF) входила Народно-революционная милиция (PRM). Формировалась PRM по принципу ополчения правящей партии. Целями милиции были названы «борьба с контрреволюционным саботажем», мобилизация масс на партийные мероприятия и создание резерва PRA в 5 тысяч человек.
Как элемент PRAF, Народно-революционная милиция подчинялась главнокомандующему Морису Бишопу. Непосредственное руководство PRM осуществлял партийный политкомиссар капитан Фрэнсис Гилл.

## Задача и структурирование
Главной задачей PRM было обеспечение быстрой мобилизации в PRA. Под её выполнение PRM структурировалась по территориальным подразделениям, совпадающим с армейскими округами. Наряду с сухопутными подразделениями, милиция включала также зенитные части.
Партийная пропаганда активно призывала население вступать в ряды PRM
. Как инструмент партийно-государственного контроля над обществом милиция играла заметную роль в системе власти.

## Раскол и ликвидация
В октябре 1983 года радикальная группировка Нового движения ДЖУЭЛ во главе с Бернардом Кордом отстранила от власти Мориса Бишопа. Командование PRA поддержало Корда. 13 октября Бишоп был арестован. 19 октября на Гренаде произошли кровопролитные столкновения между сторонниками Бишопа и частями PRA. Морис Бишоп и его ближайшие сторонники были расстреляны в Форт-Руперте. В PRM произошёл раскол: часть милиционеров осталась на стороне Бишопа, другие поддержали переворот. Фрэнсис Гилл вошёл в состав Революционного военного совета — нового правительства Хадсона Остина, созданного организаторами переворота.
25 октября началось вторжение США на Гренаду. Режим Нового движения ДЖУЭЛ был свергнут, Народно-революционная милиция прекратила существование.